# Arzberg (Oberfranken)

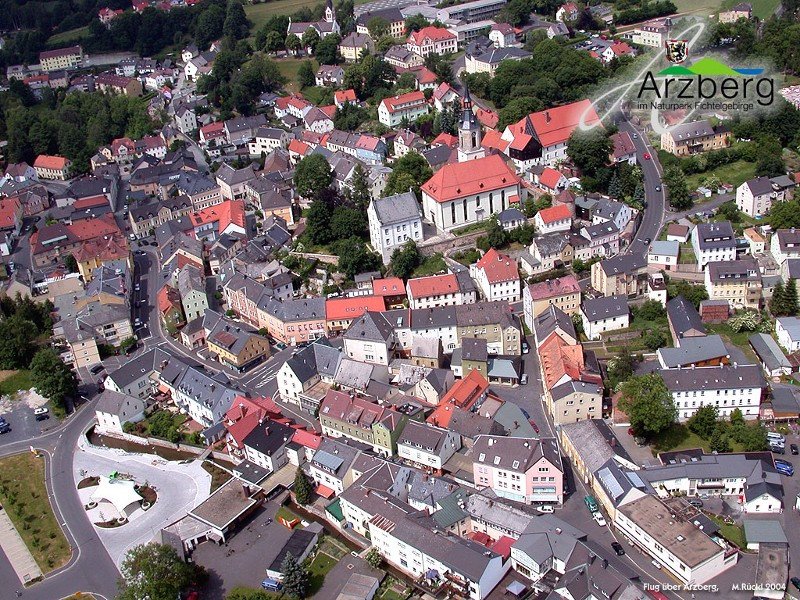
Arzberg aus der Vogelperspektive

Arzberg (Ausspracheⓘ) ist eine Stadt im oberfränkischen Landkreis Wunsiedel im Fichtelgebirge. Sie liegt etwa 13 km östlich von der Kreisstadt Wunsiedel entfernt an der Bayerischen Porzellanstraße.

## Geographie

### Geographische Lage
Arzberg liegt am südöstlichen Rand des Fichtelgebirgshufeisens auf durchschnittlich 470 m über NN. Der Grenzübergang Schirnding-Pomezí nad Ohří nach Tschechien ist vier Kilometer entfernt. Arzberg ist Ausgangspunkt für Ausflüge nach Eger und ins Bäderdreieck Karlsbad-Marienbad-Franzensbad. Die nächstgelegenen Oberzentren sind Hof (ca. 45 Kilometer), Weiden (ca. 50 Kilometer) und Bayreuth (ca. 60 Kilometer). Arzberg liegt etwa 17 Kilometer von Cheb und etwa 60 Kilometer von Karlsbad, beide in Tschechien, entfernt.
Die Stadt liegt im Tal der Röslau. Das beherrschende Bild des Ortes ist der Kirchberg mit der evangelischen Kirche, dem alten Pulverturm, dem ehemaligen Nachtwächterhaus und Resten der Kirchenburg-Festungsmauer. Als landschaftlicher Anziehungspunkt gilt das Naherholungsgebiet Feisnitz-Stausee südwestlich des Kohlwaldes.

### Nachbargemeinden
| Thiersheim   | Hohenberg an der Eger                       | Schirnding   |
| Marktredwitz | Kompassrose, die auf Nachbargemeinden zeigt |              |
| Pechbrunn    |                                             | Konnersreuth |

### Gemeindegliederung
Es gibt 25 Gemeindeteile (in Klammern ist der Siedlungstyp angegeben):
- Arzberg (Hauptort)
- Bergnersreuth (Dorf)
- Bodenhaus (Einöde)
- Dötschenmühle (Einöde)
- Elisenfels (Dorf)
- Forellenmühle (Einöde)
- Garmersreuth (Dorf)
- Hagenhaus (Einöde)
- Haid (Dorf)
- Heiligenfurt (Weiler)
- Kieselmühle (Einöde)
- Klausen (Einöde)
- Krippnermühle (Weiler)
- Märzenhaus (Weiler)
- Oschwitz (Dorf)
- Preisdorf (Dorf)
- Rosenbühl (Weiler)
- Röthenbach (Dorf)
- Sandmühle (Dorf)
- Schacht (Dorf)
- Schlottenhof (Dorf)
- Seußen (Kirchdorf)
- Steinau (Einöde)
- Teichmühle (Einöde)
- Theresienfeld (Einöde)

## Geschichte

### Bergbau
Arzberg wurde 1268 erstmals urkundlich erwähnt. Schon 1408 erhielt es durch den Burggrafen von Nürnberg das Stadtrecht.
Kaspar Brusch(ius) schrieb im Jahre 1542:

„Die Reßlau, ein fast hell und fischreich Wasser […] entspringet oberhalb Farendorff […] aus einem Berg, die Farenleut genannt, welcher ein Stück des Fichtelberges ist, läufft an Farendorff und Leipelsdorf hin […] trinket in sich den Zweiffersbach, den Schnellenbach, läuft von dannen auf Wohnsiedel. Unter Wohnsiedel liegen an der Reßlau Dela und Laurentzenreuth […] Unter Laurentzenreuth nimmt die Reßlau den Goldbach auf. Unter Seussena, einem Dorf, nimmt sie abermals zwey schöne Bächlein in sich auf […] von Seussna wandert die Reßlau weiter und laufet auf Arzberg hin […] darinnen eine sehr veste und mit einer hohen starken Mauer bewahrte Kirch heutigen Tags noch gefunden und gesehen wird.“

Von 1792 bis 1796 wohnte der Universalgelehrte Alexander von Humboldt in seiner Eigenschaft als Oberbergmeister der preußischen Fürstentümer Ansbach und Bayreuth zeitweise in der Stadt. Seine guten Erinnerungen an diesen Ort hielt er in diesen Zeilen fest: „Ich wohne auf dem hohen Gebirg in Arzberg, einem Dörfchen im Fichtelgebirge. Die Lagerstätten sind so interessant, ich kann im Laufe des Jahres mehrmals einfahren. Ich taumle vor Freuden.“
In früheren Jahrhunderten blühte dort der Eisenerzabbau. Ehemalige Eisenhämmer befanden sich vom 14. bis zum 17. Jahrhundert als Rohrschmieden zum Beispiel im Gsteinigt. Neben dem Rathaus wurde eine restaurierte historische Hammerschmiede aufgestellt. Einige Straßennamen und die Überreste des Maschinenhauses des letzten Bergwerks erinnern an diese Zeit.

### Porzellanindustrie
Die Porzellanfabrikation im Nordosten Bayerns bestimmte die industrielle Entwicklung für diese Region immer mehr und war im frühen 20. Jahrhundert zum beherrschenden Wirtschaftszweig zwischen Hof, Wunsiedel, Waldsassen und Hohenberg an der Eger geworden. Arzberg war schon ab der ersten Hälfte des 19. Jahrhunderts ein Hauptstandort der Porzellanindustrie gewesen, nachdem dort 1838 eine neue wirtschaftliche Entwicklung durch die Porzellanherstellung ihren Anfang nahm.
Ganz in der Nähe von Arzberg, auf dem Steinberg, hatte Carolus Magnus Hutschenreuther den zur Porzellanherstellung dringend benötigten Rohstoff Kaolin in alten Tongruben gefunden. Er richtete seine erste Manufaktur zunächst in Hohenberg/Eger ein. Eine Gedenktafel von 1958 markiert den Ort, an dem sich die Tongruben befanden.
- 1838 wurde Johann Christoph Lorenz Aecker erlaubt, die erste Porzellanfabrik in Arzberg zu errichten (Aecker Porzellan- und Steingutfabrik), die nach mehrmaligem Besitzerwechsel 1884 von Carl Auvera, einem Enkel von C.M. Hutschenreuther, gekauft wurde.[8] Sie wurde 1918 umgewandelt in die Hutschenreuther AG.[9]
- 1876 wurde die zweite Arzberger Porzellanfabrik von Heinrich Schuhmann gegründet, die dann an Carl Schuhmann, einen seiner Söhne überging. Das Porzellanwerk Carl Schumann Arzberg wurde 2015 abgerissen

- Ein weiterer Sohn, Christoph Schuhmann, gründete 1887 die dritte Fabrik in Arzberg. Diese wurde schon 1891 an Theodor Lehmann verkauft. Die weltberühmte Porzellanmarke Arzberg gehört heute der Sambonet Rosenthal Group. Sie wurde 1887 eingetragen und mit dieser Porzellanfabrik verbunden, die von 1881 bis 2000 existierte. Von 2003 bis 2013 bestand die selbständige Arzberg Porzellan GmbH mit Werk in Schirnding.

### Kraftwerk
Die Nähe des Falkenauer Braunkohlereviers in Böhmen und die günstigen Wasserverhältnisse der Röslau waren ausschlaggebend für den Bau eines Kohlekraftwerkes. Im Jahr 1915 wurde das Kraftwerk Arzberg in Betrieb genommen, 2003 wurde es geschlossen. Am 1. September 2006 wurden die beiden Kühltürme und das Kesselhaus 7, am 12. Dezember 2006 das Kesselhaus 6 und der 190 m hohe Stahlbeton-Schornstein gesprengt. 1974 wurde der Feisnitz-Stausee fertiggestellt. Am Ufer entstanden eine Gaststätte und ein Campingplatz. Nach Schließung des Kraftwerks ging der See 2006 in den Besitz der Stadt über und wird als Naherholungsgebiet genutzt.
2011 wurde der Neubau des Freibades fertiggestellt.
Im Frühjahr 2018 kam es wegen Starkregen und des Anschwellens von Bächen und Flüssen in Arzberg zu Hochwasser. Innerhalb von kurzer Zeit war die Innenstadt völlig überflutet, Menschen wurden nicht verletzt. Feuerwehren aus dem gesamten Landkreis waren an Einsätzen beteiligt.

### Eingemeindungen
Im Zuge der Gebietsreform in Bayern wurden am 1. Januar 1977 die Gemeinde Röthenbach und Teile der aufgelösten Gemeinde Haid eingegliedert. Am 1. April 1977 kamen Teile der aufgelösten Gemeinde Kothigenbibersbach mit etwa 25 Einwohnern hinzu. Die Gemeinden Bergnersreuth, Schlottenhof und Seußen sowie Teile der aufgelösten Gemeinden Fischern und Grafenreuth folgten am 1. Januar 1978. Zum 1. Januar 1995 folgte ein Teil des aufgelösten gemeindefreien Gebiets Arzberger Forst.

### Einwohnerentwicklung
Zwischen 1988 und 2018 sank Arzbergs Einwohnerzahl von 6904 auf 5152 um 1752 bzw. um 25,4 %.

## Politik

### Stadtrat
Der Stadtrat besteht aus dem Ersten Bürgermeister und 20 Mitgliedern. Diese sind wie folgt verteilt (Kommunalwahl 2020):
- CSU: 7 Sitze – Stimmenanteil 38,1 %
- SPD: 7 Sitze – Stimmenanteil 33,9 %
- Unabhängige Parteilose Wählergemeinschaft: 6 Sitze – Stimmenanteil 28,0 %

### Bürgermeister
Erster Bürgermeister der Stadt Arzberg ist Stefan Göcking (SPD).

### Wappen
| | Blasonierung: „In Silber mit von Silber und Rot gestücktem Bord ein golden gekrönter, rot bewehrter schwarzer Löwe, der in den Pranken eine schwarze Kelhaue mit goldenem Griff emporhält; am rechten Bildrand aufsteigend ein schwarzer Erzberg.“ |
| Wappenbegründung: Das Wappen erinnert an die Zeit, als die Stadt dem Burggrafen von Nürnberg gehörte und der Erzbergbau noch florierte. Der rot-silberne Schildbord und der rot bewehrte Löwe sind dem Wappen der Burggrafen von Nürnberg entlehnt. Der Erzberg und die Hacke, die der Löwe hält, versinnbildlichen den Namen (Arzberg leitet sich von Erzberg ab) und den vom Mittelalter bis 1941 florierenden Bergbau. Das Wappen entspricht in seiner heutigen Form und Tinktur wieder den frühesten Abbildungen etwa aus dem 15. Jahrhundert. Es wurde aufgrund der Veränderungen, die im Laufe der Geschichte vorgenommen wurden und zu Fehlern in der Wappengestaltung geführt hatten, 1965 von Emil Richter neu gestaltet. (bis 1968: „In Blau auf grünem Boden ein rot bewehrter goldener Löwe, der in den Pranken eine schwarze Keilhaue mit goldenem Griff emporhält; am rechten Schildrand aufsteigend ein schwarzer Erzberg.“) | |

### Patenstadt
- 1961 wurde die Patenschaft für die vertriebenen Sudetendeutschen aus der Stadt Sandau im Kreis Marienbad (heute Dolní Žandov) übernommen.

### Partnerstädte
- 1977 wurde mit der österreichischen Gemeinde Arzberg in der Steiermark eine Städtepartnerschaft beurkundet.
- 2006 folgte eine Städtepartnerschaft mit South Bend, Indiana, USA.
- 2008 kam die tschechische Stadt Horní Slavkov (ehem. Schlaggenwald) als weitere Partnerstadt hinzu.

## Bauwerke und Sehenswürdigkeiten

### Kirchberg

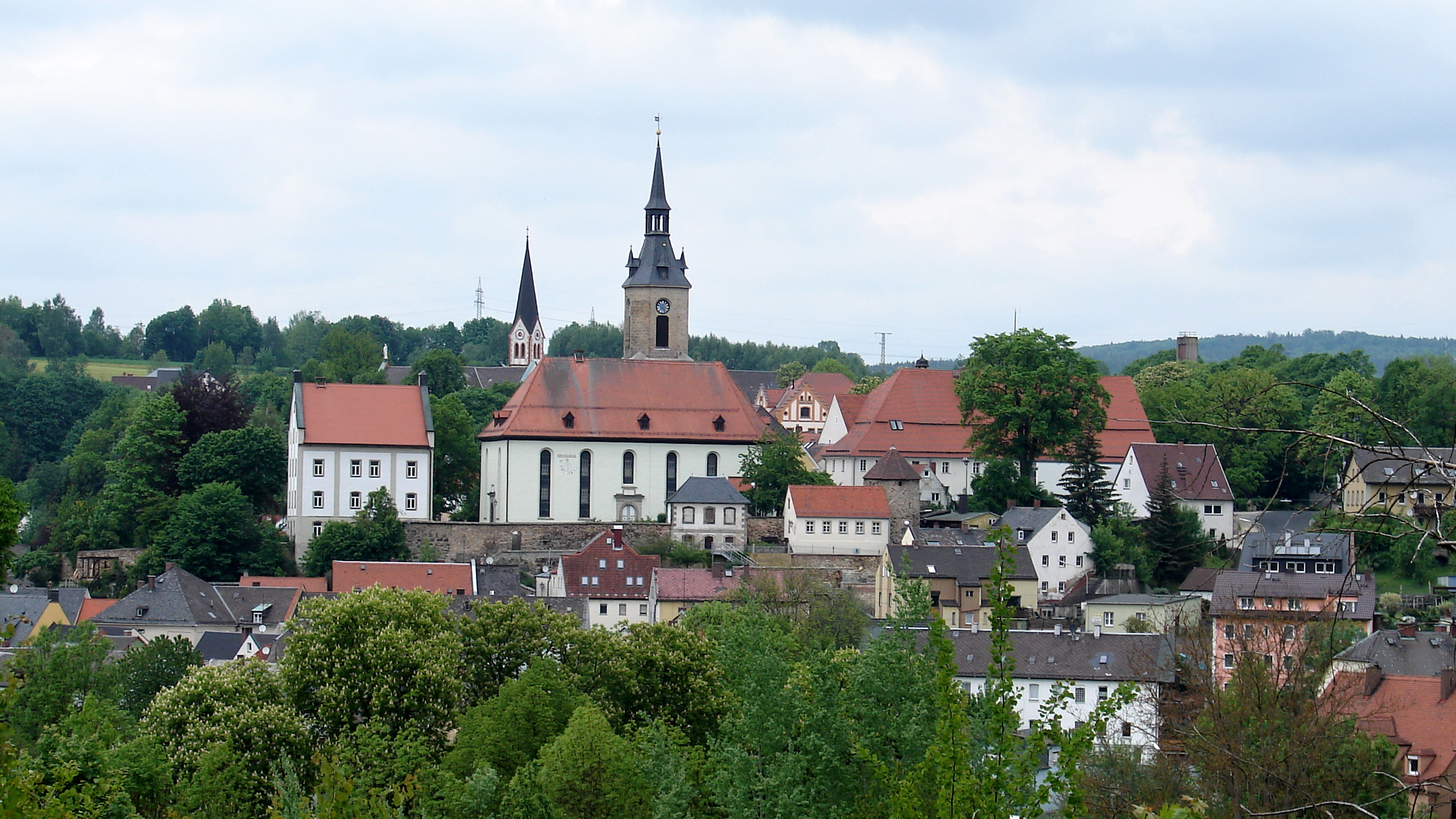
Arzberger Kirchberg

Auf dem Arzberger Kirchberg befindet sich eine Kirchenburganlage aus dem 14./15. Jahrhundert mit Wehrmauer, Pulverturm und spätbarocker evangelischer Stadtpfarrkirche von 1790/92, die eine im Dreißigjährigen Krieg zerstörte spätgotische Kirche ersetzte. Kirchenraum und Kanzelaltar sind aufeinander abgestimmt. Die zweigeschossigen Emporen schwingen zum Kanzelaltar hin.
Ab Mitte des 16. bis in die Anfänge des 19. Jahrhunderts blieb Arzberg den Katholiken verschlossen. Eine Änderung brachte erst das Jahr 1810, als das Gebiet zum Königreich Bayern kam. Im Jahre 1875 wurde in Arzberg eine katholische Kirche im neugotischen Stil errichtet, die der Maria Immaculata geweiht ist. Die Holzfigur, die Maria mit dem Kind darstellt, stammt aus dem 15. Jahrhundert.
Das älteste Baudenkmal der Stadt ist der Pulverturm mit Kegeldach aus dem späten Mittelalter, ein Eckturm der Kirchhofbefestigung an der am besten erhaltenen Südostseite. An der Südseite der Kirchenburganlage befindet sich die benckendorffsche Gruft aus dem Jahr 1782 mit 14 marmornen Grabplatten hinter einem geschmiedeten Eisentor und dem Allianzwappen Beckendorff-Niclot.

### Feisnitz-Stausee

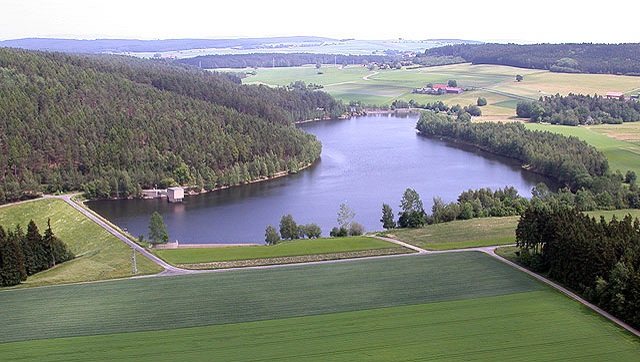
Feisnitz-Stausee

Der Stausee wurde von der damaligen Bayerischen Elektrizitätslieferungsgesellschaft (BELG) bzw. der Elektrizitäts-Versorgung Oberfranken (EVO) 1972 bis 1974 als Kühlwasserspeicher für das Kraftwerk Arzberg angelegt. Mit der Demontage des Kraftwerks ist er 2006 an die Stadt Arzberg übergegangen. Seitdem wird er als Naherholungsgebiet genutzt. Ein Fuß- und Radweg umrundet den See, es gibt einen Strand und einen Bereich für Schwimmer. Nach dem ehemaligen Klausenteich, der um 1870 im Bereich der Tagebaugrube entstanden war und Klausenteich genannt wurde, wird der Feisnitzstausee heute in der Bevölkerung noch „Klausen“ genannt.

### Sehenswürdigkeiten
- Naturparkinformationsstelle Kleiner Johannes
- Volkskundliches Gerätemuseum Bergnersreuth
- Feisnitz-Stausee („Klausen“)

## Wirtschaft und Infrastruktur

### Wirtschaft
In früheren Jahrhunderten blühte um Arzberg der Eisenerzabbau. Alexander von Humboldt war in Arzberg fünf Jahre als Oberbergmeister tätig und gründete dort eine Bergschule. Leinen- und Wollweberei, Büchsenschlosserei und Ofentöpfereien waren weitere markante Gewerbe der damaligen Zeit. Erzeugnisse des Büchsenschlossers Gesell und des Ofentöpfers Stöhr sind noch heute in großen Museen zu finden.
1839 nahm eine neue wirtschaftliche Entwicklung durch die Porzellanherstellung ihren Anfang und machte Arzberg zur zweitgrößten Porzellanstadt. Heute ist nur noch die Firma Arzberg-Porzellan mit einer Außenstelle ansässig. Neben dieser Industrie sind eine Lebkuchenfabrik, eine Nagelfabrik, die älteste Bayerns, eine Glasschmelzhafenfabrik, Steinbaubetriebe, Baugeschäfte, Holzbearbeitungsbetriebe und Wurst- und Fleischwarenherstellung ansässig. Zu den größten Arbeitgebern in Arzberg gehört die Firma Purus Plastics – sie betreibt eine Aufbereitungsanlage für Kunststoffe und stellt aus dem recycelten Material Dachbegrünungsboxen oder Bodengitter her.
Ab 1915 befand sich das Kraftwerk Arzberg in Betrieb, das 2003 stillgelegt und rückgebaut wurde. Wegen des nach der Katastrophe von Fukushima beschlossenen Atomausstiegs müssen Ersatzkapazitäten geschaffen werden. Es gibt derzeit Planungen, am ehemaligen Kraftwerksstandort ein GuD-Kraftwerk zu errichten. Bislang ergaben sich jedoch keine weiteren Entwicklungen bei dem Vorhaben, die Vision besteht aber weiterhin.

### Verkehr

#### Eisenbahn
Arzberg liegt an der Hauptbahnlinie Nürnberg–Cheb. Durch grenzüberschreitende Schnell- und Eilzüge bestand früher Anschluss an das IC-Netz der Deutschen Bahn und das tschechische Bahnnetz. Die eingleisige Strecke zwischen Marktredwitz und Cheb passiert Arzberg auf einem hohen Damm.
Arzberg verfügt über einen mehrgleisigen Bahnhof, der tagsüber alle zwei Stunden bedient wird. Nach der Aufhebung der Bahnhöfe Arzberg und Seußen durch die Bundesbahn 1985 wurde der Bahnhof Arzberg ab 2001 wieder durch Nahverkehrszüge der Vogtlandbahn bedient, die zwischen Marktredwitz und Cheb pendelten, aber teilweise auch bis Marienbad weitergeführt wurden. Seußen ist weiterhin ohne Verkehrshalt. Seit Dezember 2014 verkehrt die Oberpfalzbahn zwischen Marktredwitz und Cheb.
Nach Stilllegung der Braunkohlekraftwerkes 2003 halten keine Güterzüge mehr in Arzberg. Die Anschlussgleise der Porzellanmanufaktur wurden Mitte der 1960er Jahre aufgelassen.

#### Straßenverkehr
Von der Bundesautobahn 93 liegt Arzberg etwa fünf Kilometer entfernt mit den Anschlussstellen Mitterteich, Marktredwitz, Wunsiedel und Thiersheim.
Von der Bundesstraße 303 von Marktredwitz nach Schirnding erschließen zwei Anschlussstellen Ortskern und Gewerbegebiet. In Marktredwitz kreuzt die B 303 die A 93 Regensburg–Hof.

#### Busverkehr
Der regionale Busverkehr wird von den Verkehrsunternehmen der Verkehrsgemeinschaft Fichtelgebirge durchgeführt. Arzberg hat einen Busbahnhof.

#### Flugverkehr
Der nächste internationale Flughafen in Deutschland ist der Flughafen Nürnberg, in Tschechien der Flughafen Karlsbad.
In Hof (Saale) befindet sich der Verkehrslandeplatz Hof-Plauen.

#### Elektromobilität
Es gibt in der Stadtmitte mehrere Elektroladesäulen.

## Persönlichkeiten
- Johann Arzberger (1778–1835), Techniker und Wissenschaftler
- Hugo Auvera (1880–1962), Generaldirektor der Hutschenreuther AG, Unternehmer und Freimaurer.
- Alexander von Humboldt, (1769–1859), deutscher Forschungsreisender
- Karl Maximilian von Bauernfeind (1818–1894), der erste Direktor der Polytechnischen Schule in München. Aus dieser ging die heutige TU München hervor. Als Andenken wird die Karl-Max-von-Bauernfeind-Medaille verliehen.
- Ewald Drechsel (1926–1990), Politiker (SPD), Bürgermeister und 1954–1970 Landtagsabgeordneter
- Ernst Kessler (1915–1999), Konzertmusiker (1. Geige), SWR Symphonieorchester Stuttgart
- Peter Schmidt (* 1964), Kunsthistoriker, Professor der Kunstgeschichte an der Universität Hamburg
- Georg Schmidt-Arzberg (1920–2006), Komponist
- Friedrich Wilhelm Singer (1918–2003), Arzt, Heimatforscher und Volkskundler
- Erhard Friedrich Vogel (1750–1823), Pfarrer und Gönner des Schriftstellers Jean Paul
- Erwin Weiss (1926–2019), Professor der Chemie an der Universität Hamburg